# Харрис, Карлайл
Карла́йл Ха́ррис (18 сентября 1868 — 8 мая 1893) — американский убийца, казнённый за отравление своей жены.

## Биография
Харрис тайно женился на Мэри Хелен Поттс 18 февраля 1890 года. Своим родителям он об этом не сообщил, так как боялся, что после этого они перестанут оплачивать его учёбу. Однако мать Хелен настояла на оглашении этого факта. Спустя 3 года Харрис отравил жену. Он подстроил передозировку морфина, который Хелен использовала в качестве снотворного. Сначала причиной её смерти был назван  инсульт, но позже был установлен факт убийства.
Харриса представлял известный адвокат Уильям Ф. Хоу. Харрис был признан виновным в убийстве первой степени и казнён на электрическом стуле в тюрьме Синг-Синг 8 мая 1893 года. 
Случай Харриса был одним из тех прецедентов (всего их было около 15), которые вдохновили Теодора Драйзера на написание романа «Американская трагедия».